# Sillian
Sillian je obec v Rakousku ve spolkové zemi Tyrolsko v okrese Lienz.
Žije zde 2 073 obyvatel (1. 1. 2011). Nejstarší zmínka o obci pochází z doby okolo roku 1000, kdy je uváděna pod názvem Silan.

## Osobnosti pojené s obcí
- Rytíř Blasius Hölzl (kolem 1460 – 1526), rádce a tajemník císaře Maximiliána I.
- Jos Pirkner (* 1927), sochař